# Friedenskonzert am 25. Oktober 1983 in Ost-Berlin

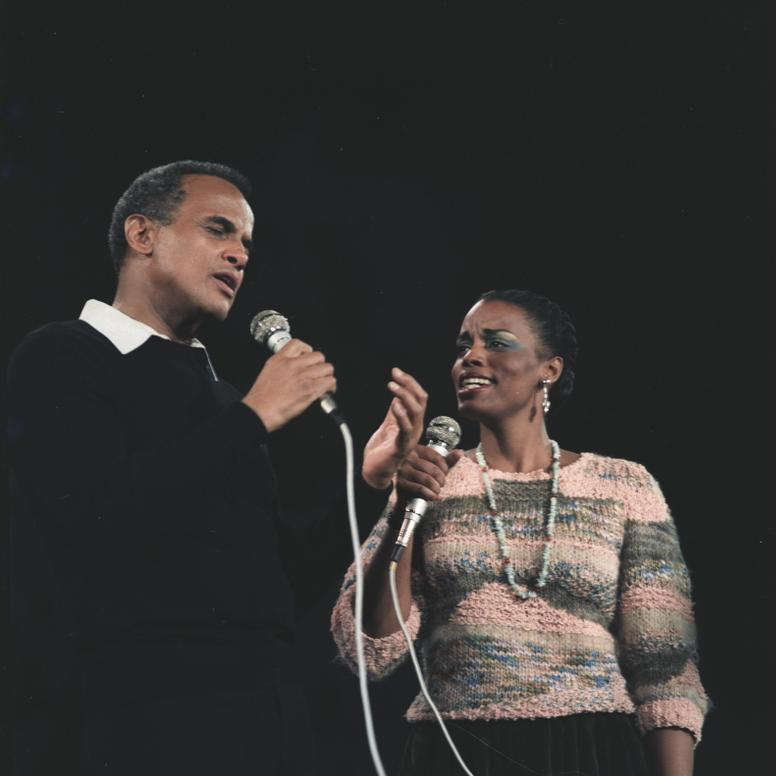
Harry Belafonte und Dianne Reeves beim Konzert

Das Friedenskonzert am 25. Oktober 1983 in Ost-Berlin war ein großes Konzert mit Harry Belafonte, Udo Lindenberg und weiteren Teilnehmern.

## FDJ-Friedenstournee
Seit dem 1. Oktober 1983 reiste eine Gruppe von Musikern aus der DDR und anderen Ländern mit einer Tournee unter dem Motto Für den Frieden der Welt durch verschiedene Städte der DDR. Dies war Teil des offiziellen Protestes gegen die beabsichtigte Stationierung von US-Mittelstreckenraketen in Westeuropa (NATO-Doppelbeschluss).
Den Höhepunkt und Abschluss sollte ein großes Konzert im Palast der Republik am 25. Oktober bilden. Bereits am Nachmittag gab es im Foyer Auftritte von Singegruppen und Stände mit Postern, Schallplatten und anderen Angeboten.

## Konzert
Im Großen Saal waren angeblich etwa 4000 Besucher anwesend. Die Eintrittskarten waren durch die Freie Deutsche Jugend (FDJ) an bewährte Mitglieder vergeben worden, einen freien Verkauf gab es nicht. Die Besucher hatten vorher Instruktionen zu einem bewussten Verhalten erhalten und erschienen fast alle im blauen FDJ-Hemd. Das Konzert wurde im DDR-Fernsehen vollständig übertragen, allerdings um etwa 15 Minuten zeitversetzt.
Gegen 19 Uhr begann der Oktoberklub, die wichtigste Singegruppe der FDJ, das Programm mit zwei Liedern. Dazu wurden im Hintergrund auf einer großen Leinwand Bilder von Friedensdemonstrationen aus verschiedenen europäischen Ländern gezeigt.
Anschließend sangen die Teilnehmer der Liedertournee Perry Friedman (Kanada), Ines Paulke (DDR), Wolf Brannasky (BRD), Arbeiterfolk (DDR), Peter Nagy (ČSSR), Canzoniere delle lama (Italien) und Wolfgang Protze (DDR) jeweils ein oder zwei Lieder.
Anschließend führten der Chor der Kreuzschule Dresden (Kreuzchor) und die Staatskapelle Berlin den Schlussteil der Friedensode von Händel auf, und danach die Ode an die Freude von Beethoven in spanischer Sprache, zusammen mit dem US-Sänger Dean Reed.
Dieser sang danach mit der chilenischen Gruppe Illapu das populäre Protestlied Venceremos. Danach sang die Sands Family aus Nordirland ein Lied.
Ab etwa 20.30 trug Udo Lindenberg mit seiner Band die Lieder Wozu sind Kriege da, Kleiner Junge, Odyssee und Ich bin Rocker vor. Zwischendurch sprach er kurz gegen Kriege und gegen Pershing 2 und SS 20 in Europa.
Die Reaktionen des Publikums waren sehr zurückhaltend, nur auf den Rängen waren einige wenige lautstarke Fans zu hören.
Danach trat die DDR-Rockband NO 55 mit einem Antikriegslied auf, mit Dokumentaraufnahmen vom Zweiten Weltkrieg im Hintergrund,  und dann die sowjetische Sängerin Janna Bitschewskaja mit zwei Liedern, darunter Sag mir, wo die Blumen sind. Als letzter Interpret sang der bekannte US-Sänger Harry Belafonte mit seinem Chor und Orchester drei Lieder, das letzte mit der Sängerin Dianne Reeves.
Zum Abschluss sangen alle beteiligten Künstler das Einheitsfrontlied von Brecht und Eisler und die Hymne der schwarzen Bürgerrechtsbewegung We shall overcome in einem großen Chor auf der Bühne.

## Hintergründe des Auftritts  von Udo Lindenberg

### Vorgeschichte
Der westdeutsche Panikrocker Udo Lindenberg hatte seit den 1970er Jahren vergeblich versucht, in der DDR aufzutreten. Anfang 1983 veröffentlichte er deshalb sein Lied Sonderzug nach Pankow, in dem er auf seine flapsige Art den Staatsratsvorsitzenden Erich Honecker bat, ihm einen Auftritt im Palast der Republik zu ermöglichen. Im August 1983 schrieb er einen Brief an Honecker, in dem er noch einmal um eine Auftrittsmöglichkeit bat und sich entschuldigte, falls das Lied ihn verletzt habe.
Daraufhin befürwortete dieser einen Auftritt, nachdem der FDJ-Chef Egon Krenz auf Nachfragen dieses ausdrücklich empfohlen hatte. Dafür wurde das Abschlusskonzert der FDJ-Friedenstournee am 25. Oktober ausgewählt. Das aktive Engagement von Udo Lindenberg in der westdeutschen Friedensbewegung und vereinzelte Kontakte zu SED-nahen westdeutschen Organisationen wie der DKP wurden ihm dabei positiv angerechnet.
Außerdem wurde ihm eine Tournee durch die DDR für das Jahr 1984 zugesagt, allerdings sollte der Vertrag  erst nach dem Konzert abgeschlossen werden.

### Der Tag

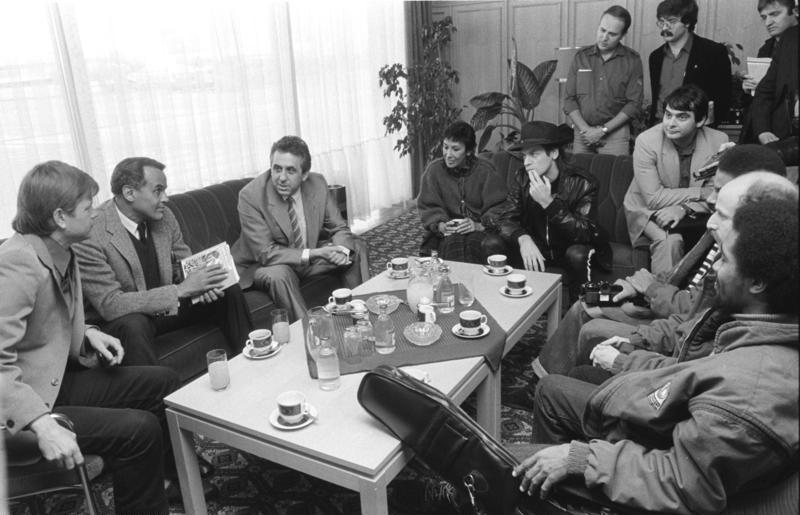
Empfang in Schönefeld, mit Harry Belafonte, Egon Krenz, Julie Belafonte, Udo Lindenberg und Hartmut König (v. l. n. r.)

Udo Lindenberg wurde gegen 12.10 Uhr am Grenzübergang Zimmerstraße (Checkpoint Charlie) mit seiner Begleitung vom FDJ-Sekretär Hartmut König und einem weiteren Funktionär begrüßt. Anschließend gab er ein kurzes Interview für das ZDF und wurde danach zum Flughafen Schönefeld gefahren, wo er Harry Belafonte begrüßen wollte. Danach wurden sie von Egon Krenz zu einem kurzen Empfang   geladen.
Gegen 14 Uhr war Udo Lindenberg mit seiner Band zur Tonprobe im Palast der Republik. Danach gelang es ihm, durch einen Seitenausgang auf den Platz vor dem Marstall zu gelangen. Dort wurde er von etwa 150 wartenden Fans bejubelt und auf die Schultern gehoben. Er sprach kurz zu ihnen und versuchte sie etwas zu beruhigen.
Auf einer internationalen Pressekonferenz beantwortete er mit Harry Belafonte, Perry Friedman und Janna Bitschewskaja Fragen von Journalisten.
Nach dem Konzert gab es einen kleinen Empfang durch den FDJ-Vorsitzenden Egon Krenz für die Beteiligten im Palast der Republik.
Gegen 24 Uhr wurde Udo Lindenberg mit seiner Begleitung wieder zum Grenzübergang Zimmerstraße gebracht. Harry Belafonte übernachtete im Gästehaus der Regierung in Pankow und verließ Ost-Berlin am nächsten Vormittag auch am Grenzübergang Zimmerstraße.

### Fans und Staatssicherheit
Seit dem Vormittag warteten über hundert Fans vor dem Palast der Republik, die hofften, noch eine Eintrittskarte zu bekommen oder anderweitig etwas von dem Konzert oder ihrem Rockidol mitzubekommen.
Sie wurden von etwa 400 Angehörigen der Staatssicherheit und der Volkspolizei zurückgedrängt. Etwa 50 wurden verhaftet, einige von ihnen wurden danach getreten und mit Knüppeln geschlagen. Insgesamt sollen etwa 500 Jugendliche vor dem Palast der Republik gewesen sein. Erst gegen 0.30 Uhr war keiner von ihnen mehr auf dem Platz.
Das Ministerium für Staatssicherheit hatte die Sicherheitsmaßnahmen für den gesamten Tag akribisch vorbereitet. Es fertigte danach eine detaillierte Dokumentation an, auch mit erspitzelten Aussagen von Udo Lindenberg und mit Meinungen von FDJlern aus dem Publikum.

## Nachwirkungen
Die versprochene DDR-Tournee  wurde  Udo Lindenberg nicht bewilligt. Er erhielt darüber aber erst im Februar 1984 Bescheid, da man Proteste gegen diese Entscheidung während des Festivals des politischen Liedes befürchtete. Wahrscheinlich hatten die Verantwortlichen nie ernsthaft eine Zustimmung erwogen, sie wollten nur dem Druck der westdeutschen Öffentlichkeit mit dem einen genehmigten Konzert etwas nachgeben.
Udo Lindenberg schrieb daraufhin Briefe an Erich Honecker, Egon Krenz, den DKP-Vorsitzenden Herbert Mies, den SPD-Ministerpräsidenten Oskar Lafontaine und weitere politische Verantwortliche, ohne Erfolg.
Auch eine geschenkte Lederjacke an Erich Honecker und eine kurze Begegnung mit diesem  während dessen Besuches in der Bundesrepublik mit einer geschenkten E-Gitarre 1987 änderten daran nichts mehr.
In den Auswertungen des MfS zum Konzert vom 25. Oktober 1983 waren sein äußeres Erscheinungsbild mit Lederkleidung und seine Aussagen kritisiert worden.
Sein anarchistisches Auftreten und seine Wirkung auf die Zuhörer wären aber in jedem Fall für die DDR-Verantwortlichen ein unberechenbares Risiko gewesen, das sie nicht eingehen wollten.
Auch der bekannte Sänger Harry Belafonte, der sehr aktiv in der Bürgerrechts- und Friedensbewegung in den USA war, trat danach nicht wieder in der DDR auf.
2010 präsentierte Reinhold Beckmann den Dokumentarfilm Die Akte Lindenberg. Udo und die DDR über das Konzert und die Hintergründe, er war als Kameraassistent der ARD an dem Tag selbst in Ost-Berlin dabei gewesen.